# Tylden
Tylden – miasto w Australii, w stanie Wiktoria.